# Sjur Refsdal
Pour les articles homonymes, voir Refsdal.
Sjur Refsdal (né le 30 décembre 1935 à Oslo – mort le 29 janvier 2009) est un astrophysicien norvégien. Il est surtout connu pour ses travaux novateurs dans le domaine des lentilles gravitationnelles, dont la lentille de Chang-Refsdal.

## Biographie

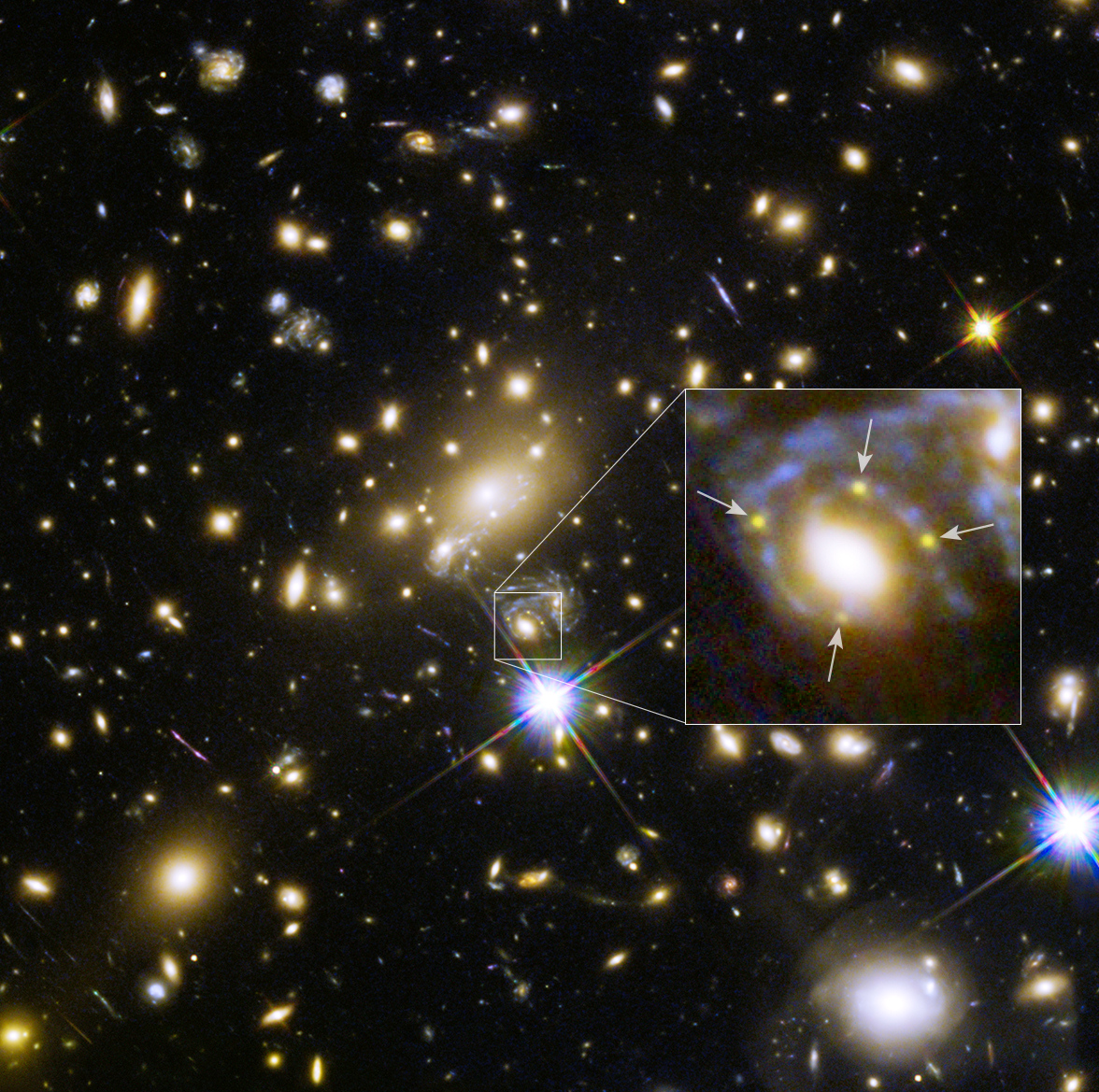
SN Refsdal, nommée en l'honneur de Sjur Refsdal.

En 1970, il obtient un doctorat en philosophie de l'Institut d'astrophysique théorique de l'université d'Oslo. Plus tard la même année, il devient professeur d'astrophysique à l'observatoire de Hambourg, en Allemagne, où il travaille jusqu'à sa retraite en 2001.
En 1964 et 1966, il publie une série d'articles sur les lentilles gravitationnelles. Il développe la « méthode Refsdal », décrivant comment estimer le taux d'expansion de l'Univers en utilisant la lumière des quasars. Il travaille un temps sur l'évolution stellaire, mais revient aux lentilles gravitationnelles lorsque l'on découvre le Quasar Jumeau, premier objet détecté grâce aux lentilles gravitationnelles.
Il deviendra membre de l'Académie norvégienne des sciences et des lettres ainsi que professeur émérite de l'Institut d'astrophysique d'Oslo. Le 1er février 2005, il obtient la King's Medal of Merit (en) - or.
La supernova Refsdal est nommée en son honneur.